# National Provincial Championship Division 2 1978
La National Provincial Championship Division 2 1978 fue la tercera edición de la segunda división del principal torneo de rugby de Nueva Zelanda.

## Sistema de disputa
Los equipos enfrentan a los equipos restantes de su zona en una sola ronda.
- El equipo que logre mayor cantidad de puntos al final del torneo se corona campeón.

- El equipo campeón de la zona norte asciende de manera directa a la primera división mientras que el campeón de la zona sur disputa un repechaje frente al penúltimo ubicado en la primera división.

## División 2 Norte
Tabla de posiciones
| Pos. | Equipo         | Encuentros | Encuentros | Encuentros | Encuentros | Tantos | Tantos | Tantos | Puntos |
| Pos. | Equipo         | PJ         | PG         | PE         | PP         | F      | C      | Dif    | Puntos |
| ---- | -------------- | ---------- | ---------- | ---------- | ---------- | ------ | ------ | ------ | ------ |
| 1.º  | Bay of Plenty  | 8          | 7          | 0          | 1          | 160    | 84     | +76    | 14     |
| 2.º  | Waikato        | 8          | 7          | 0          | 1          | 205    | 77     | +128   | 14     |
| 3.º  | Wanganui       | 8          | 6          | 0          | 2          | 117    | 71     | +46    | 12     |
| 4.º  | Poverty Bay    | 8          | 4          | 0          | 4          | 128    | 127    | +1     | 8      |
| 5.º  | Horowhenua     | 8          | 4          | 0          | 4          | 101    | 128    | -27    | 8      |
| 6.º  | Thames Valley  | 8          | 3          | 1          | 4          | 88     | 167    | -79    | 7      |
| 7.º  | Wairarapa Bush | 8          | 2          | 0          | 6          | 108    | 105    | +3     | 4      |
| 8.º  | King Country   | 8          | 2          | 0          | 6          | 106    | 152    | -46    | 4      |
| 9.º  | East Coast     | 8          | 0          | 1          | 7          | 85     | 187    | -102   | 1      |

|  | Campeón Zona Norte, asciende a primera división. |

| Bandera de Nueva Zelanda |
| Campeón Bay of Plenty    |
| Primer título            |

## División 2 Sur
| Pos. | Equipo         | Encuentros | Encuentros | Encuentros | Encuentros | Tantos | Tantos | Tantos | Puntos |
| Pos. | Equipo         | PJ         | PG         | PE         | PP         | F      | C      | Dif    | Puntos |
| ---- | -------------- | ---------- | ---------- | ---------- | ---------- | ------ | ------ | ------ | ------ |
| 1.º  | Marlborough    | 5          | 5          | 0          | 0          | 124    | 33     | +91    | 10     |
| 2.º  | Nelson Bays    | 5          | 4          | 0          | 1          | 76     | 54     | +22    | 8      |
| 3.º  | Mid Canterbury | 5          | 3          | 0          | 2          | 49     | 41     | +8     | 6      |
| 4.º  | North Otago    | 5          | 2          | 0          | 3          | 55     | 94     | -39    | 4      |
| 5.º  | West Coast     | 5          | 1          | 0          | 4          | 53     | 81     | -28    | 2      |
| 6.º  | Buller         | 5          | 0          | 0          | 5          | 27     | 81     | -54    | 0      |

|  | Campeón Zona Sur, clasifica al repechaje por el ascenso. |

| Bandera de Nueva Zelanda |
| Campeón Marlborough      |
| Primer título            |